# 淘气王胖波
《淘气王胖波》是由帕迪·羡他维苏所创作的泰国漫画，原名为《我的小家伙》。
胖波首次出现在Cartoon Mahasanook，每周发行量超过35万册，成为了泰国的畅销漫画书。动画版于泰国第3电视台播出。
该作品的中文名称由广西师范大学漓江学院的泰语专业翻译。

## 关于角色
胖波是一个五岁的男孩，头上有圆圆的大眼睛和三根头发。他是一个具有积极想象力和活跃人格的普通男孩。他的好奇心经常让他陷入困境，但他总是找到出路。